# Plessé
Plessé (bretonisch: Plesei) ist eine französische Gemeinde mit 5281 Einwohnern (Stand: 1. Januar 2022) im Département Loire-Atlantique in der Region Pays de la Loire. Sie gehört zum Arrondissement Châteaubriant-Ancenis und zum Kanton Pontchâteau. Die Einwohner werden Plesséen(nes) genannt.

## Geografie
Die Gemeinde Plessé liegt etwa 20 Kilometer südöstlich von Redon und 44 Kilometer nordwestlich von Nantes. Der Forêt du Gâvre begrenzt die Gemeinde im Süden und Südosten, der Fluss Isac im Westen. Das Gemeindegebiet wird vom Flüsschen Basse Marée durchquert, das hier in den Isac mündet. Umgeben wird Plessé von den Nachbargemeinden Avessac im Nordwesten und Norden, Guémené-Penfao im Norden und Nordosten, Le Gâvre im Südosten und Süden, Guenrouet im Südwesten und Westen sowie Fégréac im Westen und Nordwesten. Durch die Gemeinde führt die frühere Route nationale 164.

## Bevölkerungsentwicklung
| Jahr                       | 1962 | 1968 | 1975 | 1982 | 1990 | 1999 | 2006 | 2014 | 2022 |
| Einwohner                  | 3683 | 3523 | 3395 | 3436 | 3298 | 3414 | 3938 | 5138 | 5281 |
| Quellen: Cassini und INSEE |      |      |      |      |      |      |      |      |      |

## Sehenswürdigkeiten
- Kirche Saint-Pierre
- Schloss Carheil mit Kapelle, Mitte des 19. Jahrhunderts errichtet, Monument historique seit 1980
- Schloss Fresnay mit Kapelle: Kapelle aus dem 15./16. Jahrhundert, Monument historique seit 1997
- Schloss L'Épinay
- Menhir Pierre Folle oder Gravelle de Gargantua

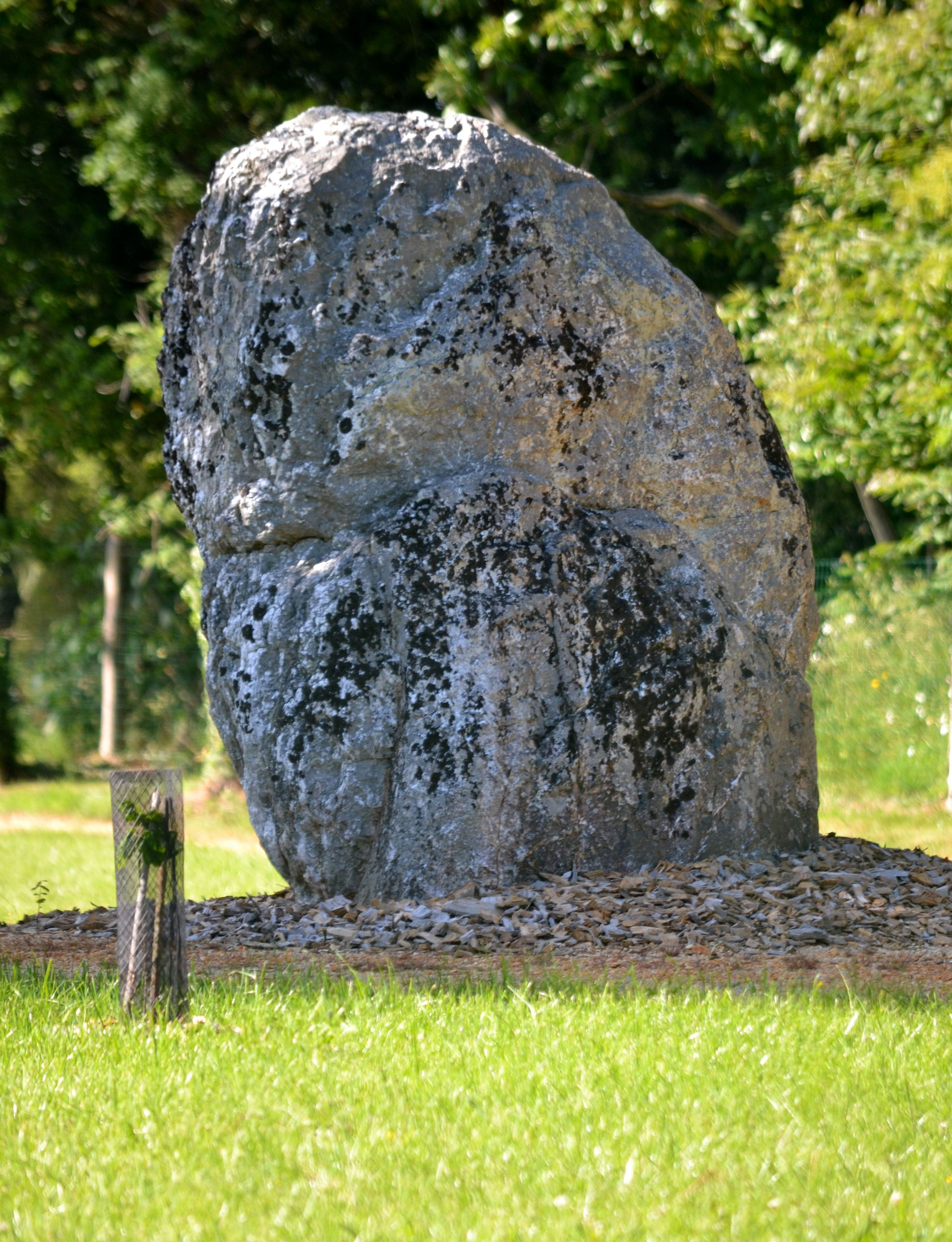
Menhir Pierre Folle
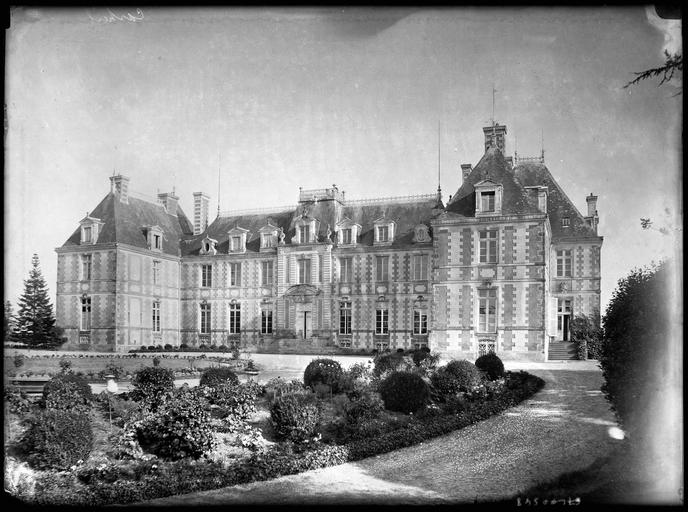
Schloss Carheil
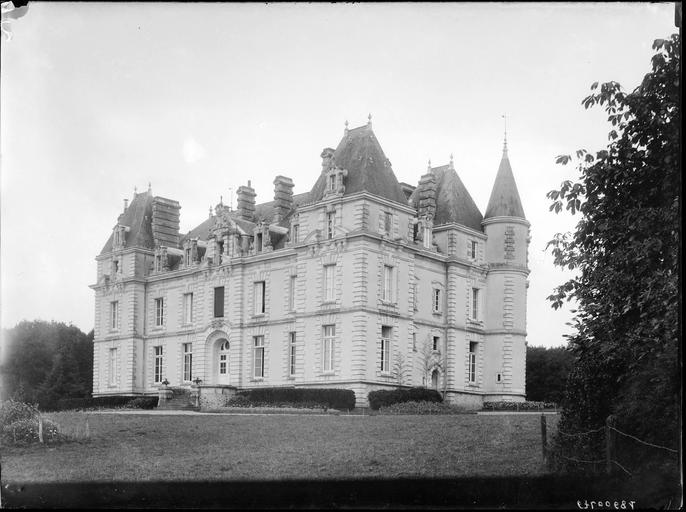
Schloss L'Épinay
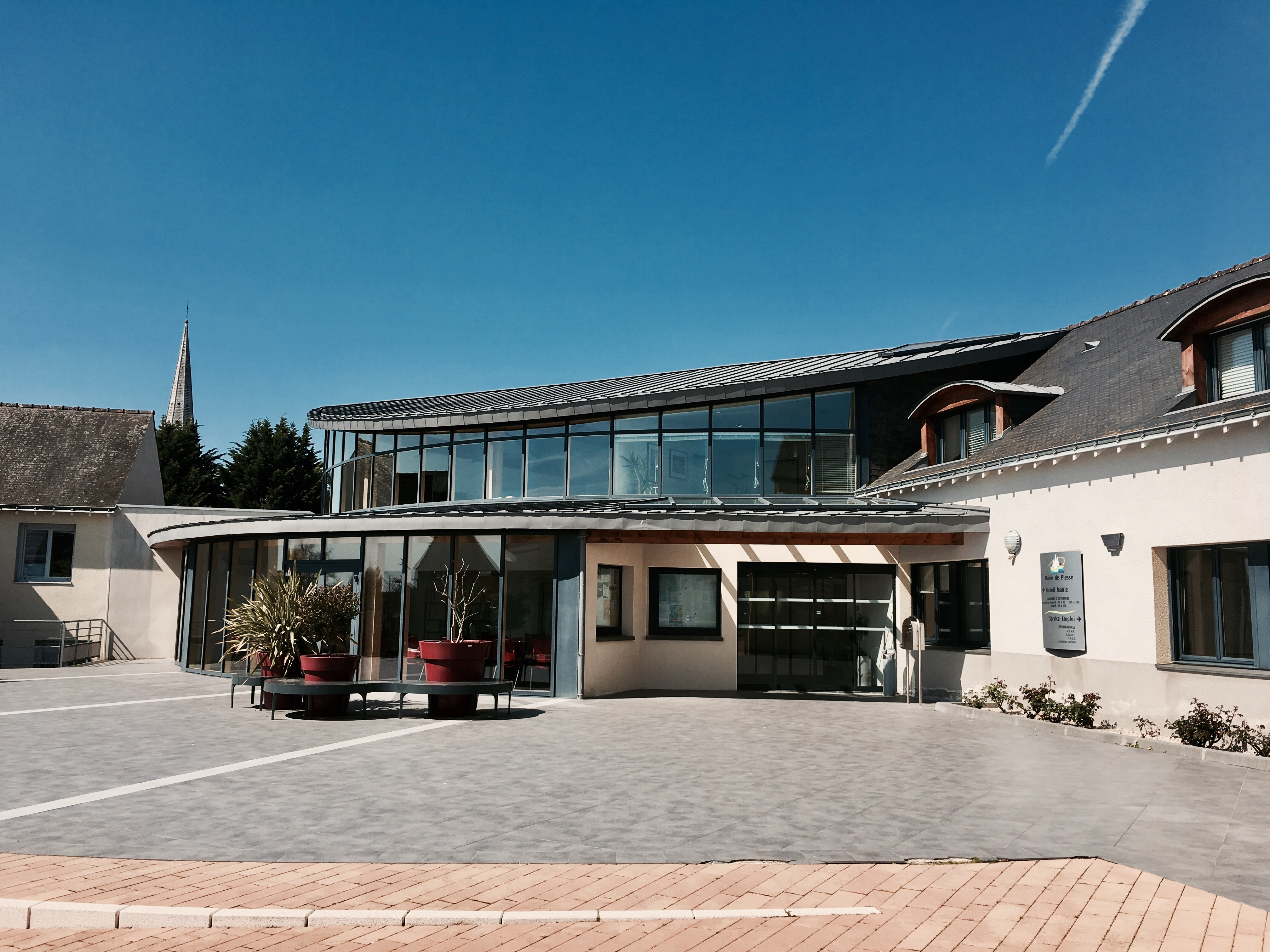
Mairie Plessé
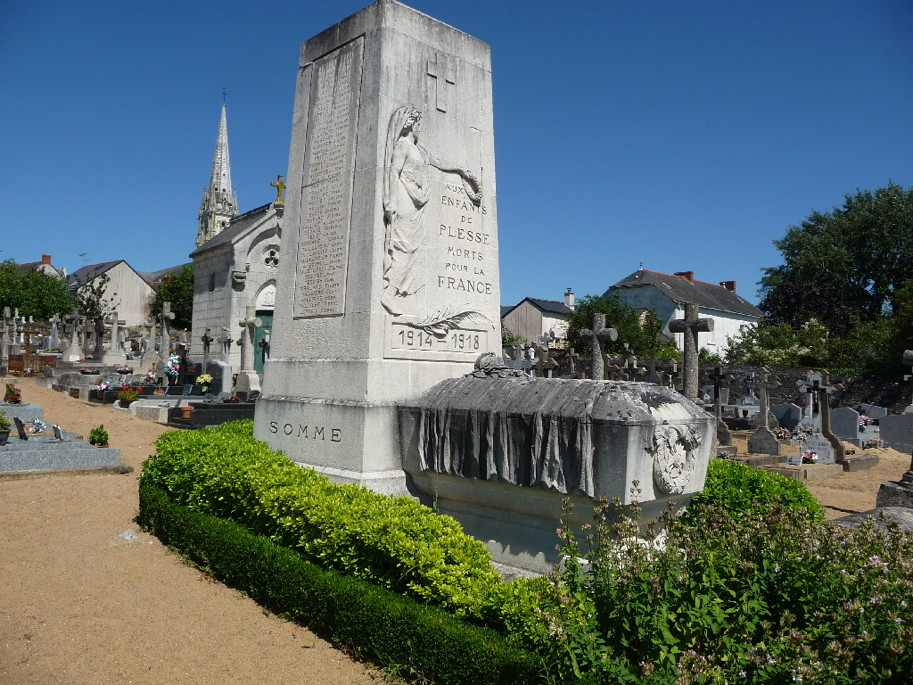
Gefallenendenkmal

## Persönlichkeiten
- Lucien Mazan (1882–1917), Radrennfahrer
- Clément Guillon (1932–2010), früherer Bischof von Quimper